# Betty Saddy
Betty Saddy, nome artístisco de Maria Elizabeth dos Reis Clementino (Rio de Janeiro, 31 de janeiro de 1949) é uma ex-atriz brasileira. 

## Vida Pessoal
Namorou o ator Fausto Rocha Jr na década de 1970. Casou-se com Ricardo Clementino nos anos de 1980 e divorciou-se nos anos de 1990. Betty tem dois filhos: Marcelo e Eduarda. 

## Filmografia

### Televisão
| Ano  | Título                   | Personagem | Nota                                 |
| ---- | ------------------------ | ---------- | ------------------------------------ |
| 1984 | Vereda Tropical          | Márcia     |                                      |
| 1982 | Sétimo Sentido           | Delma      |                                      |
| 1979 | Cara a Cara              | Carla      |                                      |
| 1978 | Sítio do Picapau Amarelo | Pórcia     | Episódio: "Quem Tem Boca Vai à Roma" |
| 1977 | Um Sol Maior             | Lígia      |                                      |
| 1975 | A Moreninha              | Enfermeira |                                      |
| 1974 | Corrida do Ouro          | Bete       |                                      |
| 1973 | O Semideus               | —          |                                      |
| 1973 | Caso Especial            | —          | Episódio: "O Preço de Cada Um"       |
| 1972 | A Patota                 | Olívia     |                                      |
| 1972 | O Bofe                   | Juliana    |                                      |

### Cinema
| Ano  | Título                            | Personagem |
| ---- | --------------------------------- | ---------- |
| 1977 | As Loucuras de um Sedutor         | Helena     |
| 1977 | O Garanhão no Lago das Virgens    | Joven      |
| 1976 | Costinha, o Rei da Selva          | Bety       |
| 1976 | Ninguém Segura Essas Mulheres     | Tetê       |
| 1976 | Excitação                         | Arlete     |
| 1975 | Aventuras d'um Detetive Português | Leiloete   |
| 1975 | Com as Calças na Mão              | Lucinha    |
| 1974 | Relatório de um Homem Casado      | Sônia      |